# Gottesgab (Uehlfeld)
Gottesgab ist ein Gemeindeteil des Marktes Uehlfeld im Landkreis Neustadt an der Aisch-Bad Windsheim (Mittelfranken, Bayern). Gottesgab liegt in der Gemarkung Peppenhöchstädt.

## Geografie
Der Weiler ist von den Gottesgabweihern umgeben. Sie werden vom Wintersbachgraben gespeist, einem rechten Zufluss der Aisch. 0,75 km nordöstlich erhebt sich der Lauberberg (308 m ü. NHN). Eine Gemeindeverbindungsstraße führt nach Voggendorf (1,4 km westlich) bzw. nach Peppenhöchstädt zur Kreisstraße NEA 1 (1 km südlich).

## Geschichte
Der Ort wurde im Fraischbuch unter dem Gebirge von 1604 als „Gottesgab“ erstmals schriftlich erwähnt. Dem Namen nach zu schließen war das Grundstück wahrscheinlich eine der Kirche gemachte Schenkung.
Gegen Ende des 18. Jahrhunderts gab es in Gottesgab vier Anwesen (Schloss, Bauernhof, Schäferei, 1 Gut). Das Hochgericht übte das brandenburg-bayreuthische Kasten- und Jurisdiktionsamt Dachsbach aus. Die Dorf- und Gemeindeherrschaft und die Grundherrschaft über alle Anwesen hatte das Rittergut Gottesgab.
Von 1797 bis 1810 unterstand der Ort dem Justizamt Dachsbach und Kammeramt Neustadt. Im Rahmen des Gemeindeedikts wurde Gottesgab zunächst dem 1811 gebildeten Steuerdistrikt Kairlindach zugeordnet, 1813 dann dem neu entstandenen Steuerdistrikt und der Ruralgemeinde Birnbaum. Mit dem Zweiten Gemeindeedikt (1818) wurde es der neu gebildeten Ruralgemeinde Peppenhöchstädt zugewiesen. Am 1. Januar 1972 wurde Gottesgab im Zuge der Gebietsreform in Bayern nach Uehlfeld eingemeindet.

### Baudenkmal
- Haus Nr. 5: ehemaliger Herrschaftssitz[9]

### Einwohnerentwicklung
| Jahr      | 001818 | 001840 | 001861 | 001871 | 001885 | 001900 | 001925 | 001950 | 001961 | 001970 | 001987 |
| Einwohner | 60     | 47     | 37     | 33     | 42     | 15     | 36     | 26     | 22     | 17     | 31     |
| Häuser    | 5      | 8      |        |        | 6      | 4      | 6      | 6      | 6      |        | 5      |
| Quelle    | [ 11 ] | [ 12 ] | [ 13 ] | [ 14 ] | [ 15 ] | [ 16 ] | [ 17 ] | [ 18 ] | [ 19 ] | [ 20 ] | [ 1 ]  |

## Religion
Der Ort ist evangelisch-lutherisch geprägt und bis heute nach St. Jakob (Uehlfeld) gepfarrt.